# Paul Landres
Paul Landres (New York, 21 agosto 1912 – Encino, 26 dicembre 2001) è stato un regista e montatore statunitense.
È stato accreditato anche con i nomi Paul Landers e Paul K. Landres.

## Filmografia

### Cinema
- The Return of Wildfire, co-regia di Ray Taylor (1948) - non accreditato
- Grand Canyon (1949)
- Square Dance Jubilee (1949)
- Hollywood Varieties (1950)
- A Modern Marriage (1950)
- Rhythm Inn (1951)
- Navy Bound (1951)
- Army Bound (1952)
- Eyes of the Jungle (1953)
- Il tesoro degli aztechi (Naked Gun), co-regia di Eddie Dew (1956) - non accreditato
- Chain of Evidence (1957)
- L'ultimo dei banditi (Last of the Badmen) (1957)
- Il vampiro (The Vampire) (1957)
- La sfida dei fuorilegge (Hell Canyon Outlaws) (1957)
- Passo Oregon (Oregon Passage) (1957)
- L'uomo della valle (Man from God's Country) (1958)
- Il nemico di fuoco (The Flame Barrier) (1958)
- Il bacio dello spettro (The Return of Dracula) (1958)
- Lo sceriffo è solo (Frontier Gun) (1958)
- Il riscatto di un gangster (Johnny Rocco) (1958)
- L'uomo del Texas (Lone Texan) (1959)
- Dai, Johnny, dai! (Go, Johnny, Go!) (1959)
- The Miracle of the Hills (1959)
- Mezzo dollaro d'argento (Son of a Gunfighter) (1965)

#### Televisione
- Le inchieste di Boston Blackie (Boston Blackie) – serie TV, 19 episodi (1951-1952)
- The Unexpected – serie TV, un episodio (1952)
- Cowboy G-Men – serie TV, 3 episodi (1952-1953)
- Il cavaliere solitario (The Lone Ranger) – serie TV, 23 episodi (1952-1953)
- Waterfront – serie TV, 4 episodi (1954)
- The Cisco Kid – serie TV, 31 episodi (1950-1954)
- Ramar of the Jungle – serie TV, 13 episodi (1953-1954)
- Mr. & Mrs. North – serie TV, 8 episodi (1954)
- Topper – serie TV, 5 episodi (1954)
- Studio 57 – serie TV, un episodio (1954)
- The Adventures of Falcon – serie TV, 8 episodi (1954)
- The Adventures of Kit Carson – serie TV, 9 episodi (1953-1955)
- The Pepsi-Cola Playhouse – serie TV, 5 episodi (1954-1955)
- The Man Behind the Badge – serie TV, 6 episodi (1955)
- The Forest Ranger – film TV (1956)
- Penna di Falco, capo cheyenne (Brave Eagle) – serie TV, 20 episodi (1955-1956)
- Combat Sergeant – serie TV (1956)
- TV Reader's Digest – serie TV, 4 episodi (1956)
- Soldiers of Fortune – serie TV, 3 episodi (1955-1957)
- Crossroads – serie TV, 6 episodi (1955-1957)
- Blondie – serie TV, 14 episodi (1957)
- Code 3 – serie TV, 7 episodi (1957)
- Hey, Jeannie! – serie TV, un episodio (1958)
- The Veil – serie TV, un episodio (1958)
- Destination Nightmare – film TV (1958)
- Target – serie TV, un episodio (1958)
- Death Valley Days – serie TV, 3 episodi (1959)
- Sky King – serie TV, 9 episodi (1952-1959)
- Man Without a Gun – serie TV, 4 episodi (1959)
- Bonanza – serie TV, 3 episodi (1959)
- Laramie – serie TV, un episodio (1960)
- Man with a Camera – serie TV, 9 episodi (1959-1960)
- Colt .45 – serie TV, un episodio (1960)
- Lo sceriffo indiano (Law of the Plainsman) – serie TV, 6 episodi (1960)
- Assignment: Underwater – serie TV, 2 episodi (1960)
- I detectives (The Detectives) – serie TV, un episodio (1961)
- The Rifleman – serie TV, 4 episodi (1959-1961)
- The Brothers Brannagan – serie TV, 4 episodi (1960-1961)
- Maverick – serie TV, 4 episodi (1961)
- Le leggendarie imprese di Wyatt Earp (The Life and Legend of Wyatt Earp) – serie TV, 24 episodi (1960-1961)
- Hawaiian Eye – serie TV, 6 episodi (1961-1962)
- Bronco – serie TV, 5 episodi (1962)
- Surfside 6 – serie TV, 4 episodi (1962)
- Lawman – serie TV, un episodio (1962)
- Cheyenne – serie TV, 6 episodi (1961-1962)
- The Man Nobody Liked – documentario TV (1963)
- Dakota (The Dakotas) – serie TV, 2 episodi (1963)
- Indirizzo permanente (77 Sunset Strip) – serie TV, 8 episodi (1962-1963)
- Daniel Boone – serie TV, 3 episodi (1965)
- Flipper – serie TV, 6 episodi (1965-1966)
- Daktari – serie TV, 39 episodi (1966-1968)
- Gli sbandati (The Outcasts) – serie TV, 2 episodi (1969)
- O'Hara, U.S. Treasury – serie TV, un episodio (1971)
- Adam-12 – serie TV, un episodio (1972)
- Wyatt Earp - Ritorno al West (Wyatt Earp: Return to Tombstone), co-regia di Frank McDonald – film TV (1994)

### Montatore
- The Man in Blue, regia di Milton Carruth (1937)
- Reported Missing!, regia di Milton Carruth (1937)
- The Lady Fights Back, regia di Milton Carruth (1937)
- L'inafferrabile signor Barton (Prescription for Romance), regia di Sylvan Simon (1937)
- Nurse from Brooklyn, regia di Sylvan Simon (1938)
- The Road to Reno, regia di Sylvan Simon (1938)
- Boss of Bullion City, regia di Ray Taylor (1940)
- Bad Man from Red Butte, regia di Ray Taylor (1940)
- The Naughty Nineties, regia di Larry Ceballos – cortometraggio (1940)
- Son of Roaring Dan, regia di Ford Beebe (1940)
- La febbre del petrolio (Boom Town), regia di Jack Conway (1940) - non accreditato
- Ragtime Cowboy Joe, regia di Ray Taylor (1940)
- I'm Nobody's Sweetheart Now, regia di Arthur Lubin (1940)
- Dark Streets of Cairo, regia di László Kardos (1940)
- Pony Post, regia di Ray Taylor (1940)
- Beat Me, Daddy, Eight to the Bar, regia di Larry Ceballos – cortometraggio (1941)
- Bagdad Daddy, regia di Larry Ceballos – cortometraggio (1941)
- Bachelor Daddy, regia di Harold Young (1941)
- Rawhide Rangers, regia di Ray Taylor (1941)
- Man from Montana, regia di Ray Taylor (1941)
- The Masked Rider, regia di Ford Beebe (1941)
- Arizona Cyclone, regia di Joseph H. Lewis (1941)
- Fighting Bill Fargo, regia di Ray Taylor (1941)
- Shuffle Rhythm, regia di Reginald Le Borg – cortometraggio (1942)
- Juke Box Jenny, regia di Harold Young (1942)
- Gang Busters, regia di Noel M. Smith e Ray Taylor (1942)
- Rainbow Rhythm, regia di Reginald Le Borg – cortometraggio (1942)
- Junior G-Men of the Air, regia di Lewis D. Collins e Ray Taylor (1942)
- Give Out, Sisters, regia di Edward F. Cline (1942)
- Get Hep to Love, regia di Charles Lamont (1942)
- La febbre dell'oro nero (Pittsburgh), regia di Lewis Seiler (1942)
- It Comes Up Love, regia di Charles Lamont (1943)
- Rhythm of the Islands, regia di Roy William Neill (1943)
- So's Your Uncle, regia di Jean Yarbrough (1943)
- Fired Wife, regia di Charles Lamont (1943)
- Larceny with Music, regia di Edward C. Lilley (1943)
- The Strange Death of Adolf Hitler, regia di James P. Hogan (1943) - non accreditato
- Il capo famiglia (Top Man), regia di Charles Lamont (1943)
- Never a Dull Moment, regia di Edward C. Lilley (1943)
- L'impostore (The Impostor), regia di Julien Duvivier (1944)
- Al Donahue and His Orchestra in Harmony Highway, regia di Vernon Keays – cortometraggio (1944)
- L'artiglio scarlatto (The Scarlet Claw), regia di Roy William Neill (1944)
- South of Dixie, regia di Jean Yarbrough (1944)
- Destiny, regia di Reginald Le Borg (1944)
- She Gets Her Man, regia di Erle C. Kenton (1945)
- Her Lucky Night, regia di Edward C. Lilley (1945)
- See My Lawyer, regia di Edward F. Cline (1945)
- Blonde Ransom, regia di William Beaudine (1945)
- Men in Her Diary, regia di Charles Barton (1945)
- Senorita from the West, regia di Frank R. Strayer (1945)
- The Crimson Canary, regia di John Hoffman (1945)
- The Daltons Ride Again, regia di Ray Taylor (1945)
- Hot and Hectic, regia di Will Cowan – cortometraggio (1945)
- Cuban Madness, regia di Lewis D. Collins – cortometraggio (1946)
- La donna lupo di Londra (She-Wolf of London), regia di Jean Yarbrough (1946)
- Takin' the Breaks, regia di Will Cowan – cortometraggio (1946)
- The Dark Horse, regia di Will Jason (1946)
- I briganti (The Michigan Kid), regia di Ray Taylor (1947)
- Il ritorno dei vigilanti (The Vigilantes Return), regia di Ray Taylor (1947)
- Dragnet, regia di Leslie Goodwins (1947)
- Bionda selvaggia (Blonde Savage), regia di Steve Sekely (1947)
- Where the North Begins, regia di Howard Bretherton (1947)
- Trail of the Mounties, regia di Howard Bretherton (1947)
- Bob and Sally, regia di Erle C. Kenton (1948)
- The Checkered Coat, regia di Edward L. Cahn (1948)
- Sfida all'ultimo sangue (Last of the Wild Horses), regia di Robert L. Lippert (1948)
- Grand Canyon, regia di Paul Landres (1949)
- Hollywood Varieties, regia di Paul Landres (1950)